# El Loa (tỉnh)
Tỉnh El Loa là một tỉnh ở vùng Antofagasta, Chile. Tỉnh lị là thành phố Calama. Theo cuộc điều tra dân số năm 2002 của Chile, tỉnh này có dân số 143.689 người và diện tích 42.934,1 ki-lô-mét vuông. Tỉnh này được chia thành 3 đô thị.